# Métro léger d'Addis-Abeba
Cette page contient des caractères éthiopiques. En cas de problème, consultez Aide:Unicode ou testez votre navigateur.
Le métro léger d'Addis Abeba ou የአዲስ አበባ ቀላል ባቡር ትራንዚት እገልግሉት (YeAddis Abeba qelal babur tranzit igelglut) est un métro léger construit à Addis-Abeba, en Éthiopie. La première ligne a été inaugurée le 20 septembre 2015. La seconde ligne, prévue pour octobre 2015, a commencé les opérations le 10 novembre 2015.

## Historique
Le financement du projet, lancé en 2011, a été assuré par la Banque d'exportation et d'importation de Chine, à hauteur de 85 %, et par le gouvernement éthiopien, pour un total de 475 millions de dollars. La construction des voies ferrées ainsi que la fourniture du matériel roulant est due à l'entreprise chinoise China Railway Engineering Corporation, à qui 41 rames ont été commandées en mars 2014. L'exploitation du réseau, qui compte 31,6 km de lignes et 39 stations, est assurée par l'Ethiopian Railways Corporation et la Shenzhen Metro Company.
L'inauguration a rencontré un franc succès populaire dans la capitale, largement relayé par les réseaux sociaux. 60 000 passagers par jour devraient, à terme, emprunter ce métro urbain, premier du genre en Afrique subsaharienne.

## Description
Le réseau se compose de deux lignes totalisant 31,6 km et comptant 39 stations. Un tronçon commun de 2,7 km, le long de Chad Street et de Ras Mekonnen Avenue, dessert cinq stations : St. Lideta, Tegbaret, Mexico, Leghar et Stadium.
| Ligne | Date d'ouverture  | Tracé                      | Longueur | Stations desservies |
| ----- | ----------------- | -------------------------- | -------- | ------------------- |
| Bleue | 20 septembre 2015 | Menelik II Square / Kaliti | 16,9 km  | 22                  |
| Verte | 9 novembre 2015   | Tor Hailoch / Ayat         | 17,4 km  | 22                  |

## Galerie de photos

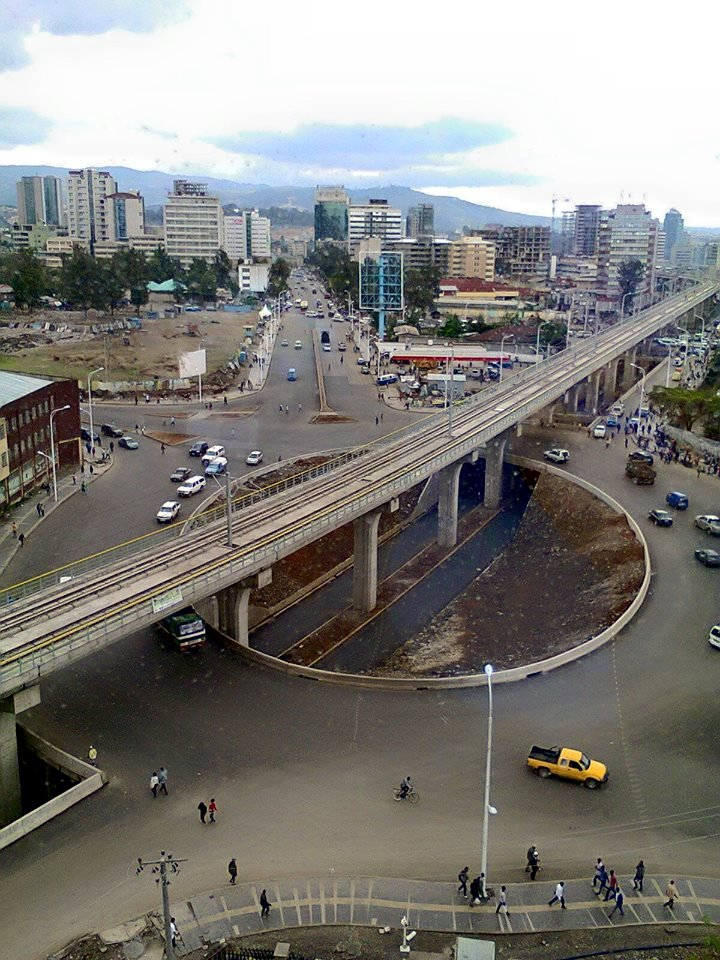
Franchissement du rond-point de la place du Mexique par le LRT.
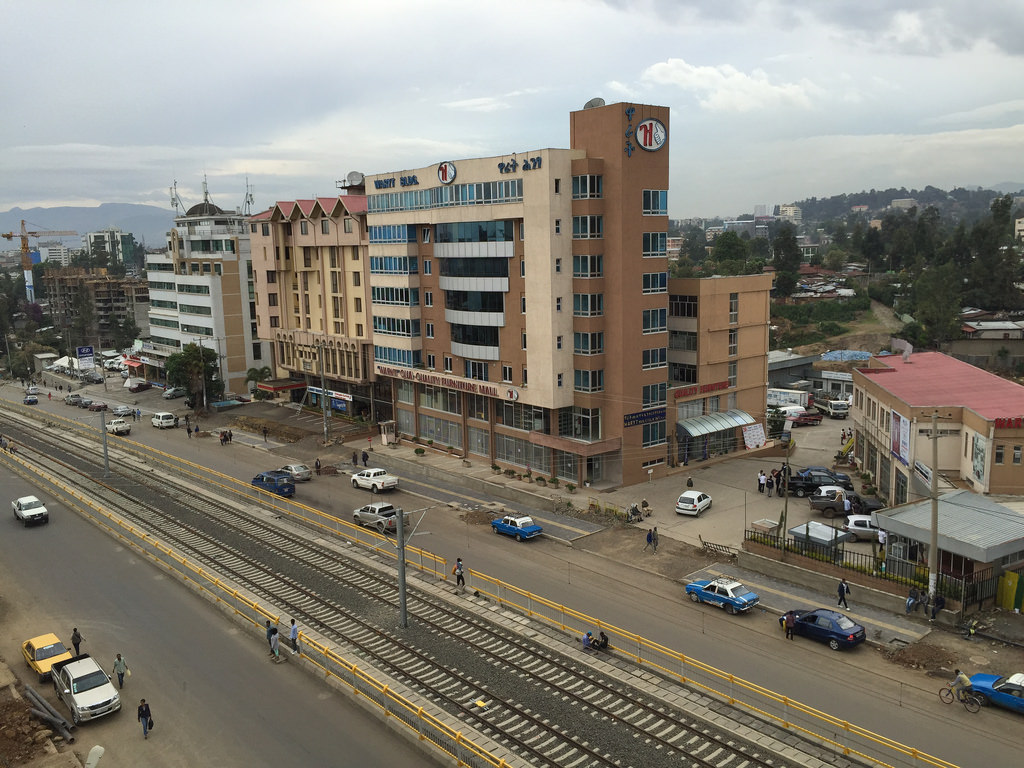
Implantation des voies en site propre sur l'avenue Haile Gebrselassie.
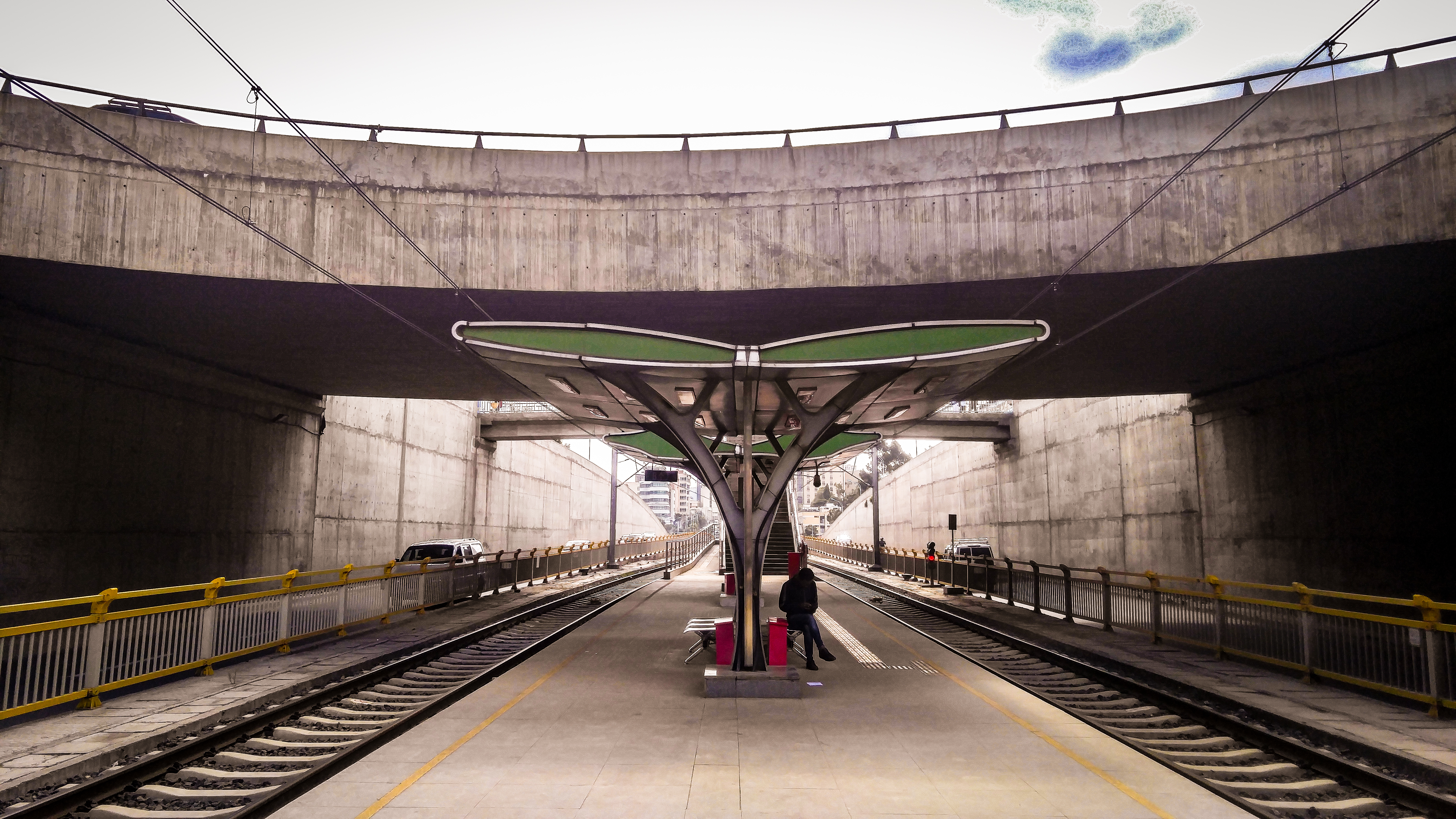
Gare d'Urael (2019).